# Banteay Samré
Banteay Samrè (Khmer: ប្រាសាទបន្ទាយសំរែ) er et tempel i Angkor, Cambodia placeret øst for den Østlige Baray. Templet er bygget under Suryavarman 2. og Yasovarman 2. i det tidlige 12. århundrede, og er et hindutempel i Angkor Wat-stilen.
Templet er opkaldt efter Samré, et oldtidigt folk i Indokina.
Templet er bygget af de samme materialer som Banteay Srei.